# Fado

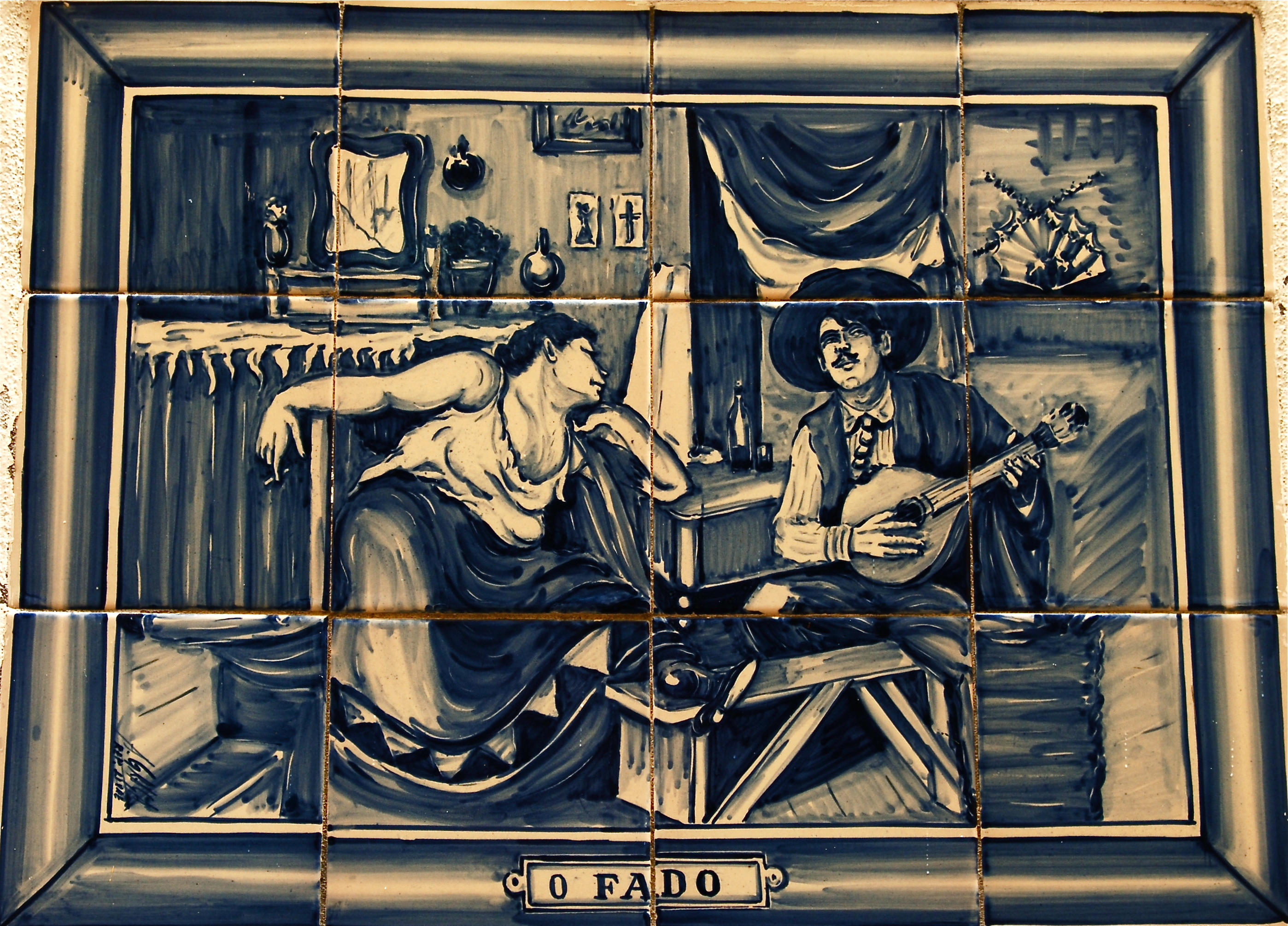
"Fado", imagine din Azulejos pe Estrada Velha, Sintra, Portugalia

Fado (cuvânt tradus în mod obișnuit ca destin sau soartă, conform cuvântului din  latină fatum) este numele unui gen muzical interpretativ și melodic care a originat în Lisabona începutului secolului al 19-lea, dar foarte probabil are origini mult mai timpurii.  Unii admiratori ai genului pretind că originile fado-ului reprezintă o combinare a ritmurilor sclavilor africani și a muzicii tradiționale portugheze, cu accente inflexionare minore, dar sesizabile, datorate muzicii arabe a maurilor, respectiv a genului muzical brazilian modinha. 
Fado este caracterizat prin melodii melancolice și versuri tânguitoare, care se referă foarte frecvent la mare, la trecutul maritim glorios al lusitanilor și/sau la viața săracilor.  Acest gen muzical este de obicei asociat cu cuvântul portughez saudade, care descrie "tânjirea după ceva" sau "dorința puternică de ceva" (acest "ceva" fiind, de cele mai multe ori, intraductibil în cuvinte, dar probabil foarte aproape de semnificația cuvântului românesc dor). 
Există două variante principale ale fado-ului, numite după orașele Lisabona și Coimbra. Stilul lisboeta (fado lisboeta) este cel mai popular, pe când cel din Coimbra (fado coimbra) este mai rafinat.  Fado-ul este extrem de popular în Portugalia și a produs mulți artiști renumiți. 

## Patrimoniu cultural imaterial al umanității
În anul 2011 genul muzical portughez Fado a fost înscris pe lista patrimoniului cultural imaterial al umanității UNESCO.

## Galerie de imagini

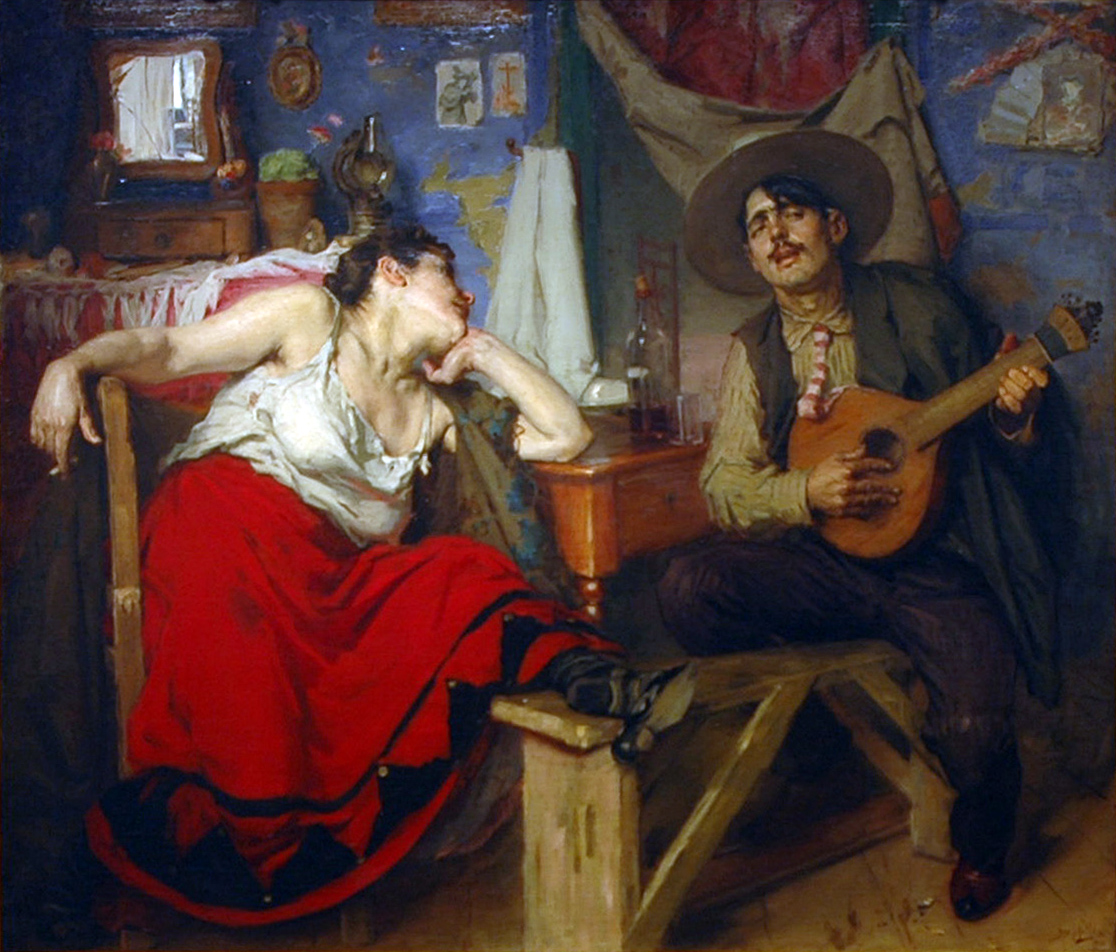
Tabloul "O fado" de José Malhoa (1910)
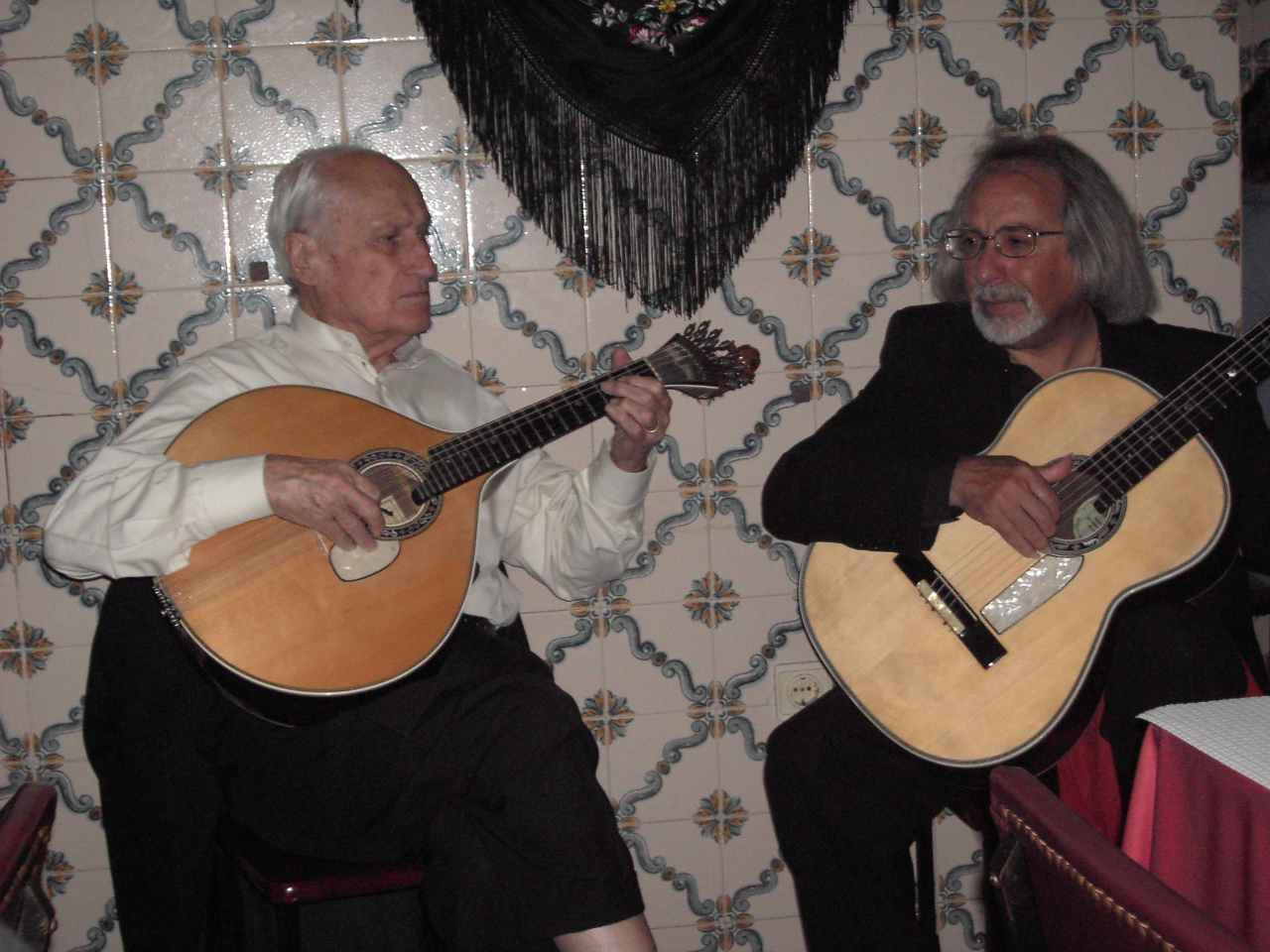
Interpreţi de fado (în stânga, chitară portugheză)
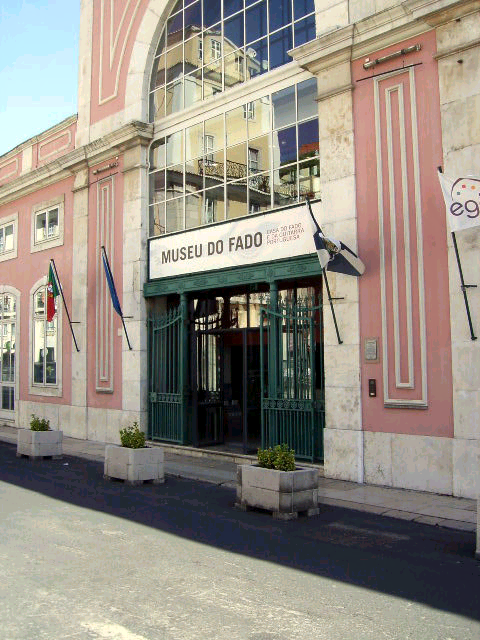
Lisabona – Muzeul Fado
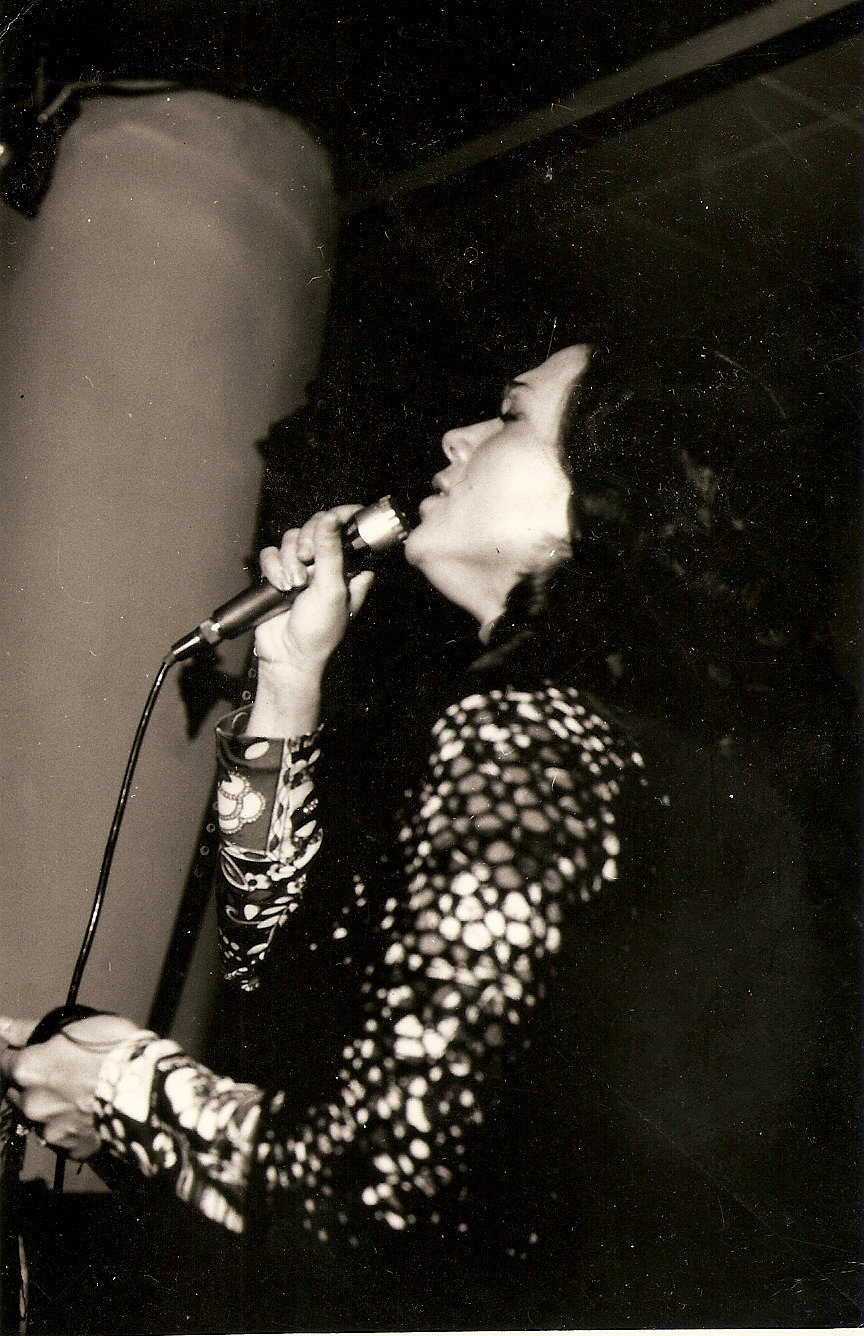
Adélia Pedrosa
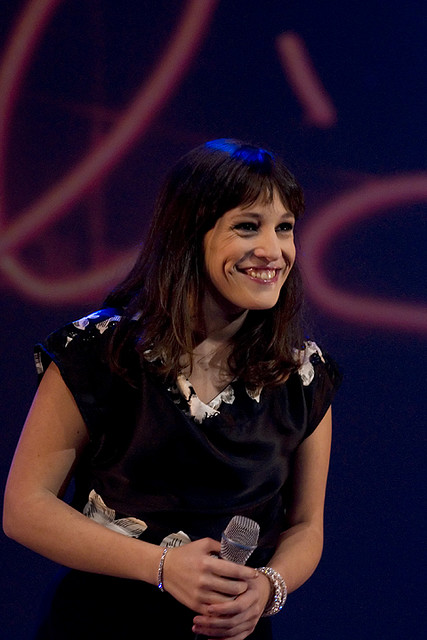
Carminho
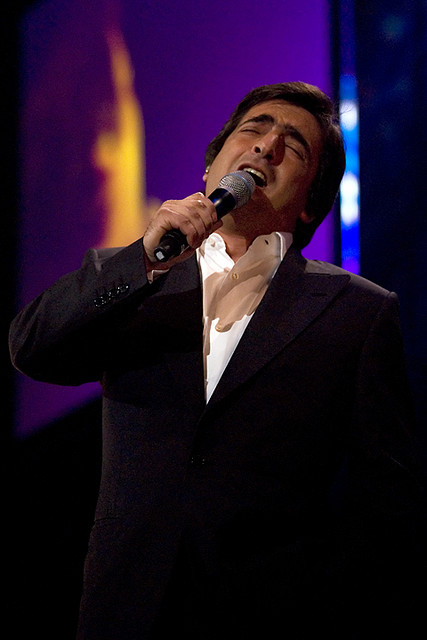
Camané
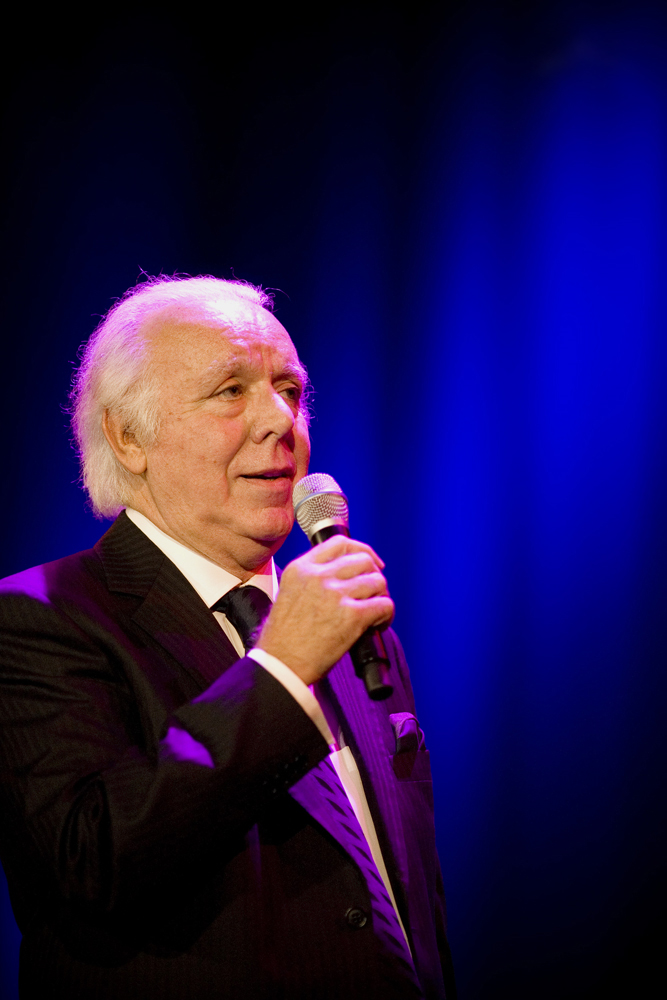
Carlos do Carmo
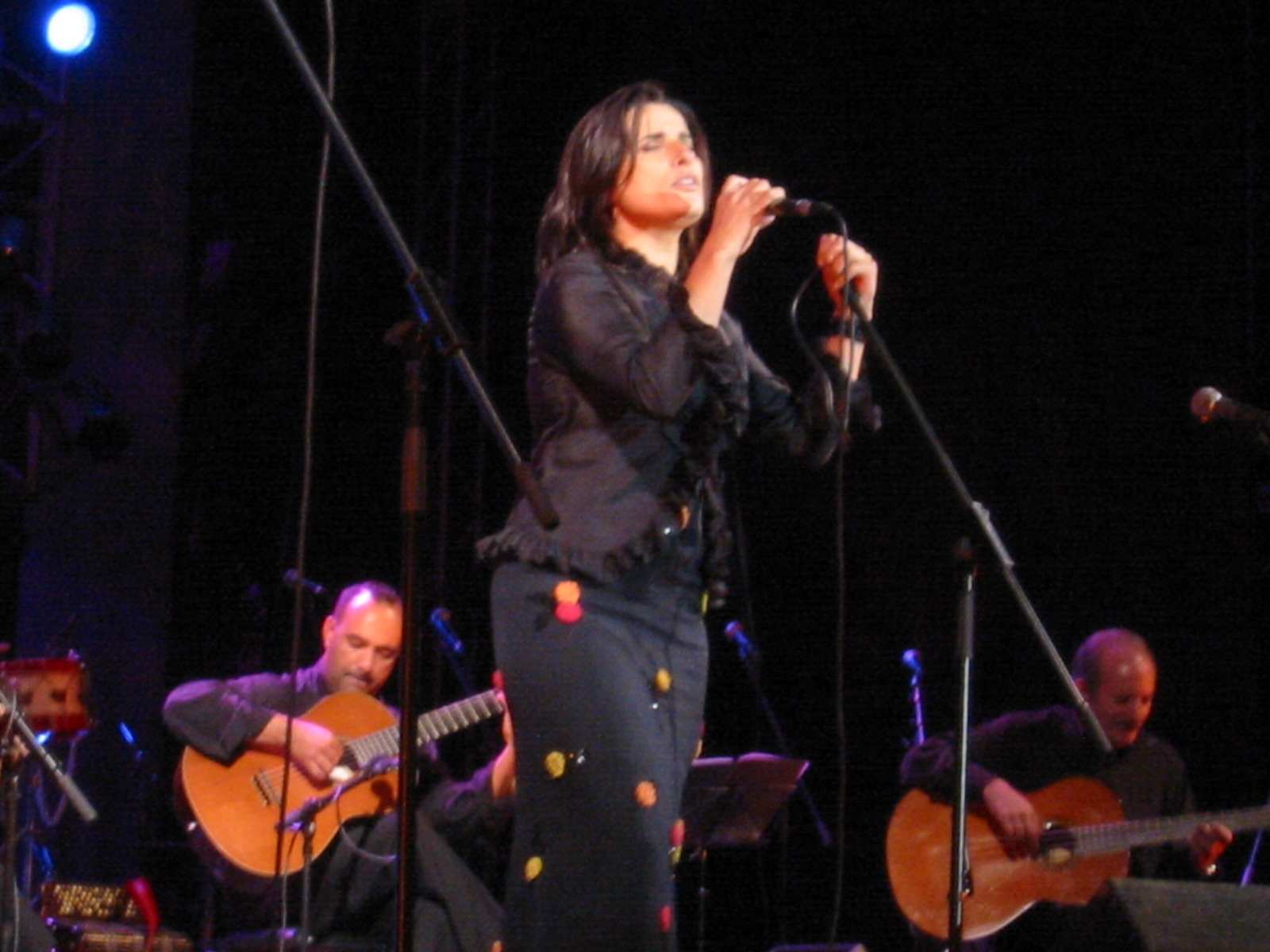
Cristina Branco
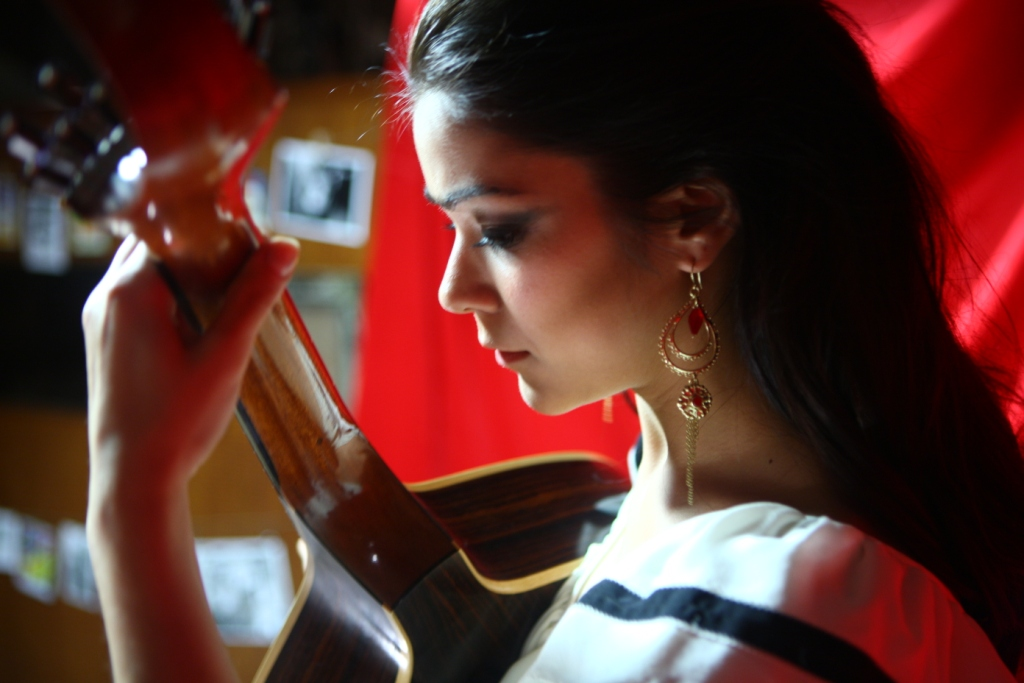
Raquel Tavares
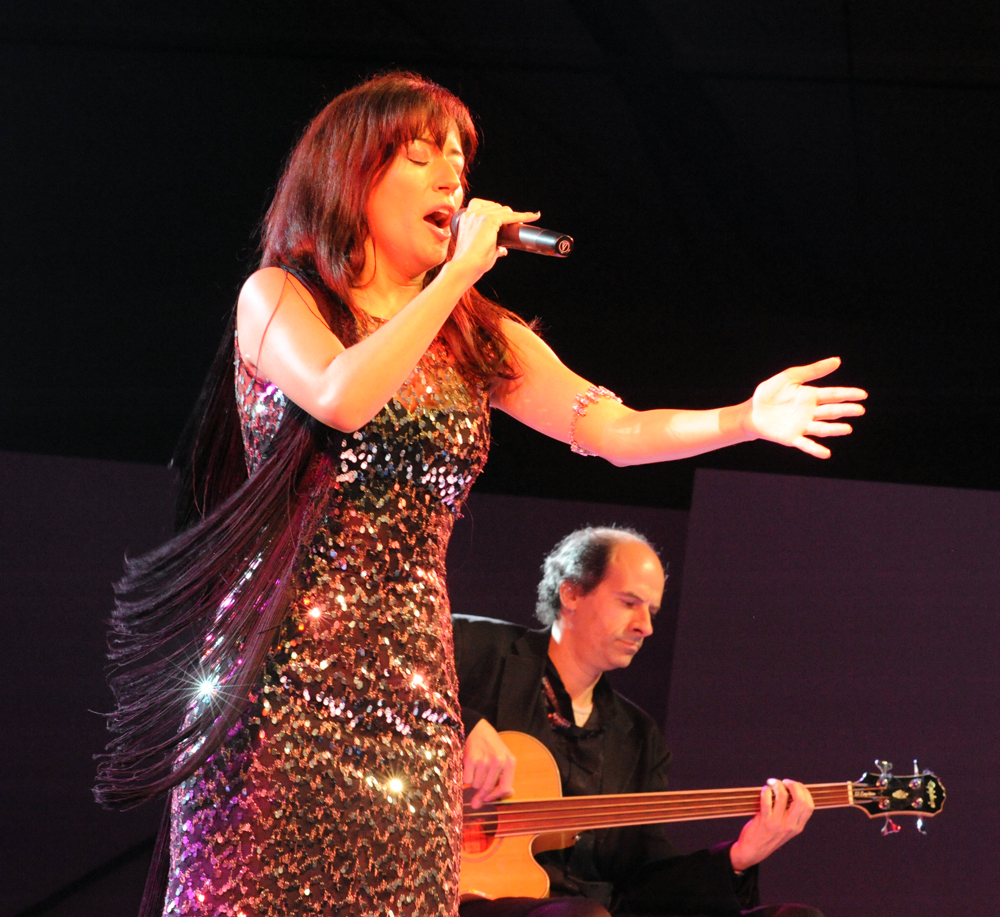
Ana Moura